# Desmond Koh
Koh Mun Kit, detto Desmond (13 maggio 1973), è un ex nuotatore singaporiano, che ha partecipato alle Olimpiadi estive di Seul 1988, di Barcellona 1992 e di Atlanta 1996.
È il fratello del nuotatore olimpico Gerald Koh e marito della modella Nadya Hutagalung.